# تشاة زيارت (مقاطعة فارياب)
تشاة زيارت (بالفارسية: چاه زیارت) هي قرية تقع في البلدة المركزية في إيران. يقدر عدد سكانها بـ 363 نسمة بحسب إحصاء 2016.